# Rio Bindá
O Rio Bindá é um curso de água do arquipélago de São Tomé e Príncipe, localizado no distrito de Lembá, ilha de São Tomé, corre para Oeste até encontrar o mar junto à Praia Capito, entre o Ilhéu do Coco e a Ponta Furada, depois de passar junto à localidade de Bindá.